# Trózner József
Trózner József (Marosvásárhely, 1904. augusztus 4. – Marosvásárhely, 1989. február 6.) erdélyi magyar zeneszerző, Trózner Lajos (1867) fia.

## Életpályája
Tanulmányait szülővárosában kezdte (a zeneieket a Városi Zeneiskolában, 1915–1922 között), majd a bécsi Zeneakadémia (1928–1933) és az ottani Mesteriskola (1933–1935) hallgatójaként folytatta, ahol Richard Stöhr és Franz Schmidt tanítványa volt. Közben az 1924–25-ös iskolaévben a párizsi École des hautes études comerciale előadásait is hallgatta. A második világháború után hathatós zenei nevelőtevékenységet fejtett ki: tanára volt a vásárhelyi városi Zenekonzervatóriumnak (1947–1949), a Népi Művészeti Iskolának (1949–1971), ezzel egy időben a Zenei Líceumban (1949–1960) és a Pedagógiai Főiskolán (1961–1968) is tanított szolfézst, zeneelméletet és összhangzattant.
Legfontosabb műfaja a dal volt, mintegy 50 dalt írt Ditmar von Aiste, Babits Mihály, Balassi Bálint, Charles Baudelaire, Berde Mária, Elisabeth Brown, Richard Dehmel, Dsida Jenő, Stefan George, Goethe, Victor Hugo, Juhász Gyula, Leona Klein, Detlef von Liliencron, Mallarmé, Michelangelo, Charles d’Orléans, Petrarca, Reményik Sándor, Rilke, Shakespeare, Tennyson, Vajda János, Paul Verlaine és mások verseire. E dalok egy csoportjával elnyerte a Kemény Zsigmond Társaság pályázatának egyik díját s a társaság tagságát.

## Művei
- C-dúr szimfónia (1935);
- Fisz-moll vonósnégyes (1935);
- D-dúr hegedű-zongoraszonáta (1950);
- Székely rapszódia (zenekarra, 1951), kórusművek többek közt Kriza János és Konsza Samu gyűjtötte népi szövegekre, két kantáta Rilke- (1935) és Babits-versekre (1946).